# Javier Illana
Javier Illana García (ur. 12 września 1985 w Leganés) – hiszpański skoczek do wody, brązowy medalista Mistrzostw Europy w Pływaniu 2010.
Sportowiec wziął udział w Letnich Igrzyskach Olimpijskich 2008 w Pekinie (skoki, trampolina 3 m).